# Station Sclessin
Station Sclessin is een spoorwegstation langs spoorlijn 125 (Namen - Luik). Sclessin is een wijk in de stad Luik. Sinds 1994 wordt het station niet meer in het weekend bediend. Het station ligt op een 1,5 km (20 minuten wandelen) van het stadion van Standard Luik.

## Treindienst
| Serie       | Treinsoort          | Route | Bijzonderheden                                                                                                  |
| ----------- | ------------------- | --- | --- |
| L 4950      | L-trein (NMBS)      | Luik-Guillemins – Sclessin – Hoei – Namen                                                                           | |
| P 7460/8460 | Piekuurtrein (NMBS) | Statte – Sclessin – Luik-Guillemins                                                                                 | Rijdt alleen op werkdagen.                                                                                      |
| P 7480/8480 | Piekuurtrein (NMBS) | [ Hoei – Namen ] / [ Herstal – Luik-Sint-Lambertus – Luik-Guillemins – [ Rivage – Gouvy ] / [ Sclessin – Statte ] ] | Rijdt alleen op werkdagen. Een trein vanuit Herstal naar Gouvy. Twee treinen per richting tussen Hoei en Namen. |

## Reizigerstellingen
De grafiek en tabel geven het gemiddeld aantal instappende reizigers weer op een week-, zater- en zondag.
| Tabel: aantal instappende reizigers station Sclessin | Tabel: aantal instappende reizigers station Sclessin | Tabel: aantal instappende reizigers station Sclessin | Tabel: aantal instappende reizigers station Sclessin |
|                                                      | Weekdag                                              | Zaterdag                                             | Zondag                                               |
| ---------------------------------------------------- | ---------------------------------------------------- | ---------------------------------------------------- | ---------------------------------------------------- |
| 1977                                                 | 163                                                  | 52                                                   | 45                                                   |
| 1978                                                 | 188                                                  | 36                                                   | 12                                                   |
| 1979                                                 | 187                                                  | 42                                                   | 40                                                   |
| 1980                                                 | 144                                                  | 69                                                   | 11                                                   |
| 1981                                                 | 139                                                  | 25                                                   | 7                                                    |
| 1982                                                 | 112                                                  | 45                                                   | 10                                                   |
| 1983                                                 | 125                                                  | 32                                                   | 53                                                   |
| 1984                                                 | 93                                                   | 19                                                   | 10                                                   |
| 1985                                                 | 94                                                   | 19                                                   | 14                                                   |
| 1986                                                 | 53                                                   | 11                                                   | 13                                                   |
| 1987                                                 | 73                                                   | 13                                                   | 4                                                    |
| 1988                                                 | 52                                                   | 11                                                   | 5                                                    |
| 1989                                                 | 45                                                   | 27                                                   | 5                                                    |
| 1990                                                 | 36                                                   | 19                                                   | 7                                                    |
| 1991                                                 | 54                                                   | 14                                                   | 8                                                    |
| 1992                                                 | 47                                                   | 24                                                   | 7                                                    |
| 1993                                                 | 56                                                   | 5                                                    | 13                                                   |
| 1994                                                 | 40                                                   | -                                                    | -                                                    |
| 1995                                                 | 23                                                   | -                                                    | -                                                    |
| 1996                                                 | 37                                                   | -                                                    | -                                                    |
| 1997                                                 | 35                                                   | -                                                    | -                                                    |
| 1998                                                 | 60                                                   | -                                                    | -                                                    |
| 1999                                                 | 29                                                   | -                                                    | -                                                    |
| 2000                                                 | 140                                                  | -                                                    | -                                                    |
| 2001                                                 | 33                                                   | -                                                    | -                                                    |
| 2002                                                 | 32                                                   | -                                                    | -                                                    |
| 2003                                                 | 38                                                   | -                                                    | -                                                    |
| 2004                                                 | 28                                                   | -                                                    | -                                                    |
| 2005                                                 | 45                                                   | -                                                    | -                                                    |
| 2006                                                 | 31                                                   | -                                                    | -                                                    |
| 2007                                                 | 34                                                   | -                                                    | -                                                    |
| 2008                                                 | -                                                    | -                                                    | -                                                    |
| 2009                                                 | 35                                                   | -                                                    | -                                                    |
| 2010                                                 | -                                                    | -                                                    | -                                                    |
| 2011                                                 | -                                                    | -                                                    | -                                                    |
| 2012                                                 | 42                                                   | -                                                    | -                                                    |
| 2013                                                 | 47                                                   | -                                                    | -                                                    |
| 2014                                                 | 65                                                   | -                                                    | -                                                    |
| 2015                                                 | 44                                                   | -                                                    | -                                                    |
| 2016                                                 | 51                                                   | -                                                    | -                                                    |
| 2017                                                 | 39                                                   | -                                                    | -                                                    |
| 2018                                                 | 37                                                   | -                                                    | -                                                    |
| 2019                                                 | 38                                                   | -                                                    | -                                                    |
| 2020                                                 | 34                                                   | -                                                    | -                                                    |
| 2021                                                 | -                                                    | -                                                    | -                                                    |
| 2022                                                 | 82                                                   | -                                                    | -                                                    |
| 2023                                                 | 84                                                   | -                                                    | -                                                    |
| 2024                                                 | 93                                                   | -                                                    | -                                                    |

0,0: Luik-Guillemins ·
1,1: Val-Benoît ·
2,9: Sclessin ·
5,1: Tilleur ·
6,4: Pont-de-Seraing ·
7,3: Jemeppe-sur-Meuse ·
9,3: Flémalle-Grande ·
10,0: Leman ·
11,2: Flémalle-Haute ·
12,3: Chokier ·
14,0: Aigremont ·
15,3: Engis ·
17,3: La Mallieue ·
18,8: Hermalle-sous-Huy ·
21,2: Haute-Flône ·
22,5: Amay ·
24,9: Ampsin ·
27,9: Corphalie ·
29,4: Hoei ·
30,4: Statte ·
32,7: Bas-Oha ·
35,7: Java ·
40,3: Andenne ·
41,7: Château-de-Seilles ·
46,5: Sclaigneaux ·
48,8: Namêche ·
51,5: Marche-les-Dames ·
54,7: Beez ·
57,1: Faubourg-Saint-Nicolas ·
59,5: Namen
Angleur · Bressoux · Chênée · Colonster · Jolivet · Jupille · Kinkempois · Luik-Carré · Luik-Cornillon · Luik-Guillemins · Luik-Haut-Pré · Luik-Longdoz · Luik-Sint-Lambertus · Luik-Vennes · Luik-Vivegnis · Sclessin · Streupas · Val-Benoît